# Frederik III van Legnica
Frederik III van Legnica (22 februari 1520 - 15 december 1570) was van 1547 tot 1551 en van 1556 tot 1559 hertog van Liegnitz (Legnica). Hij behoorde tot het huis Piasten.

## Levensloop
Frederik III was de oudste zoon van hertog Frederik II van Legnica en Sophia van Brandenburg-Ansbach, dochter van markgraaf Frederik I van Brandenburg-Ansbach. Na het overlijden van zijn vader in 1547 volgde Frederik III hem op als hertog van Liegnitz, terwijl zijn jongere broer George II het hertogdom Brieg (Brzeg) erfde. 
Vanaf het begin van zijn regering verzette Frederik III zich tegen de regering van keizer Karel V en hij voegde zich bij een coalitie van protestantse en katholieke vorsten die een alliantie sloten met de jarenlange vijand van het huis Habsburg, koning Hendrik II van Frankrijk. Karel V was hier zeer boos om en zette Frederik III in 1551 af als hertog van Liegnitz. Vervolgens werd zijn minderjarige zoon Hendrik XI tot hertog van Liegnitz benoemd onder het regentschap van Frederiks broer George II. 
Na het aftreden van keizer Karel V in 1556, werd Frederik III door de nieuwe keizer Ferdinand I opnieuw tot hertog van Liegnitz benoemd nadat hij een officiële belofte had gedaan om gehoorzaam en loyaal te blijven aan de keizer. Frederik III bleef echter rebels tegenover de Heilige Roomse keizer en daarom werd hij in oktober 1559 opnieuw afgezet als hertog van Liegnitz. Zijn zoon Hendrik XI werd opnieuw hertog van Liegnitz en Frederik III werd voor de rest van zijn leven onder huisarrest geplaatst. In 1570 overleed hij op 50-jarige leeftijd.

## Huwelijk en nakomelingen
Op 3 maart 1538 huwde hij in Liegnitz met Catharina (1518-1581), dochter van hertog Hendrik V van Mecklenburg. Ze kregen zes kinderen:
- Hendrik XI (1539-1588), hertog van Liegnitz
- Sophia (1541-1542)
- Catharina (1542-1569), huwde in 1563 met hertog Frederik Casimir van Teschen
- Frederik (1543-1551)
- Helena (1545/1547 - 1583), huwde in 1568 met Sigismund II van Kurzbach-Militsch, baron van Trachenberg
- Frederik IV (1552-1596), hertog van Liegnitz